# Sri Meranti
Sri Meranti is een bestuurslaag in het regentschap Pekanbaru van de provincie Riau, Indonesië. Sri Meranti telt 21.080 inwoners (volkstelling 2010).